# Dumitru Gheorghe (luptător)
Dumitru Gheorghe (n. 26 octombrie 1936, București, România) este un luptător român. A concurat la Jocurile Olimpice de vară din 1956 și la Jocurile Olimpice de vară din 1960.

## Distincții
- Medalia Muncii (18 decembrie 1956) „pentru merite deosebite in pregătire și pentru rezultatele obținute la cea de a XVI-a ediție a jocurilor olimpice care au avut loc la Melbourne”[3]